# カブラ・ガレガ
カブラ・ガレガ(西:cabra gallega)は、スペイン・ガリシア州を起源とするヤギの品種。

## 特徴

スペインにおけるガリシア州

2012年には64の農場で計622頭（オス514頭・メス108頭）が飼育されていた。環境への適応能力の高い品種であり、ガリシア動物衛生研究所によるとヤギの他品種よりも感染症への抵抗力が高い。2011年7月7日の第149号法令によって規制がなされ、ガリシア州における個体リストが作成された。
一般的にカブラ・ガレガはガリシア州ルーゴ県とオウレンセ県の山岳地帯に点在している。オスの角はメスの角よりも大きく、長く伸びている。オスはあごの下部にひげがある。メスよりもオスのほうが大型であり、オスは体高75cm・体重70kg、メスは体高65cm・体重55kgとなる。体色は茶色または金色であり、白色の斑点を持つ個体は不適格とされる。